# Johann Nepomuk Hummel
Johann Nepomuk Hummel, o Jan Nepomuk Hummel (Bratislava, 14 novembre 1778 – Weimar, 17 ottobre 1837), è stato un compositore, direttore d'orchestra e pianista austriaco.

## Biografia
Hummel nacque a Bratislava (allora Presburgo), Slovacchia, all'epoca soggetta alla Monarchia asburgica austriaca. Suo padre, Josef Hummel, era direttore della Scuola Imperiale di Musica Militare a Vienna, dove dirigeva l'orchestra del Teatro Schikaneder; sua madre era slovacca. Il suo nome deriva da San Giovanni Nepomuceno. A 8 anni ricevette lezioni di musica da Wolfgang Amadeus Mozart, che era rimasto impressionato dalla sua abilità. Hummel studiò pianoforte e venne ospitato gratuitamente dai Mozart; si esibì per la prima volta in pubblico all'età di 9 anni, in occasione di uno dei concerti di Wolfgang.
Successivamente suo padre intraprese con lui una tournée europea. Giunto a Londra, Johann Nepomuk ricevette lezioni da Muzio Clementi e rimase per 4 anni nella capitale inglese prima di tornare a Vienna. Nel 1791 si trovava a Londra anche Joseph Haydn, che compose per il giovane Hummel una sonata in la bemolle. Il dedicatario la eseguì per la prima volta nelle Hanover Square Rooms, alla presenza del compositore, che al termine dell'esecuzione lo ringraziò regalandogli una ghinea.

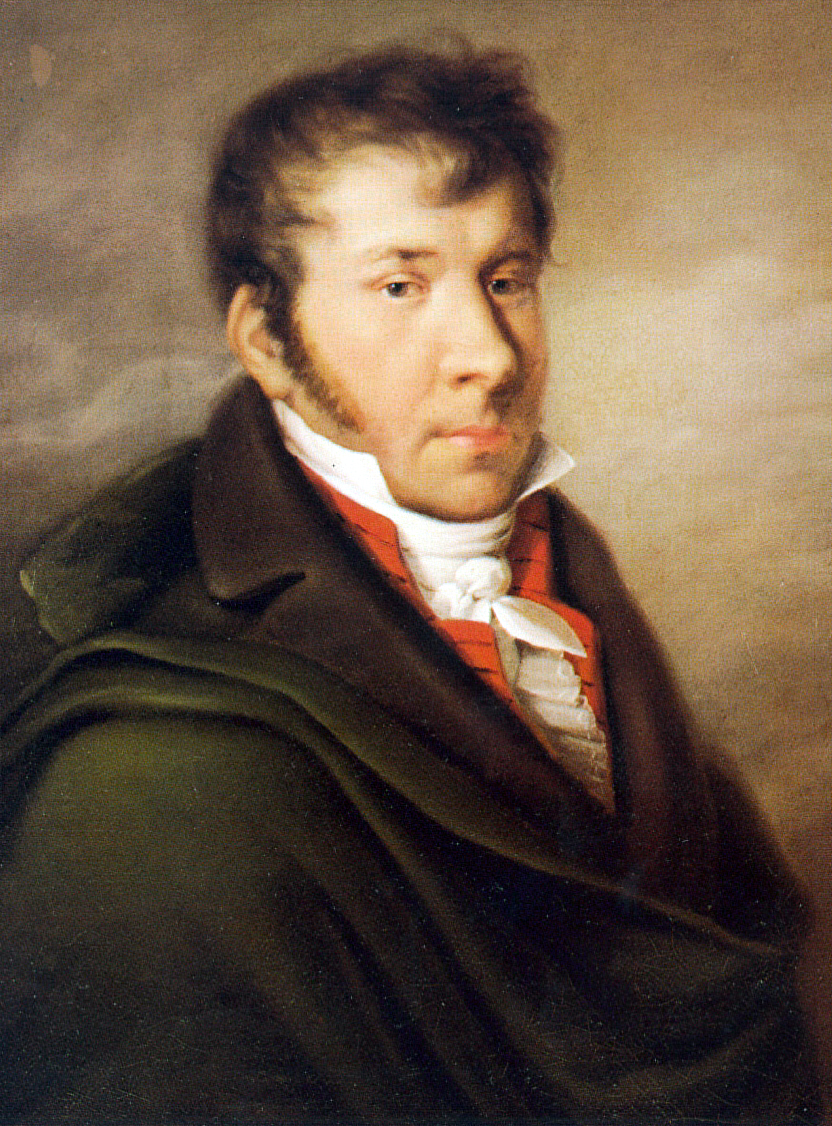
Hummel nel 1814.

Lo scoppio della Rivoluzione francese e il successivo periodo del Terrore costrinsero Hummel a cancellare una tournée già programmata in Spagna e in Francia. Riprese quindi la via di Vienna dando vari concerti durante il tragitto. Al suo ritorno ricevette lezioni da Johann Georg Albrechtsberger, Joseph Haydn, e Antonio Salieri.
All'incirca in questo periodo, il giovane Ludwig van Beethoven giunse a Vienna e prese lezioni da Haydn e Albrechtsberger, diventando così compagno di studi e amico di Hummel. Pare che l'arrivo di Beethoven avesse inferto un duro colpo all'autostima di Johann Nepomuk, che tuttavia si riprese senza troppe difficoltà. Benché caratterizzata da frequenti alti e bassi, l'amicizia con Beethoven fu reciproca e improntata al rispetto; quando il Genio di Bonn era in fin di vita, Hummel andò a trovarlo a Vienna diverse volte con sua moglie Elisabeth e l'allievo Ferdinand Hiller e, seguendo le sue volontà, si esibì in un'improvvisazione durante il concerto che si tenne in sua memoria. Fu in quest'occasione che Hummel divenne amico di Franz Schubert, che gli dedicò le sue ultime tre sonate per pianoforte. Tuttavia, poiché entrambi i compositori erano già morti quando le sonate vennero pubblicate, l'editore modificò la dedica sostituendo il nome di Hummel con quello di Robert Schumann, all'epoca ancora in attività.

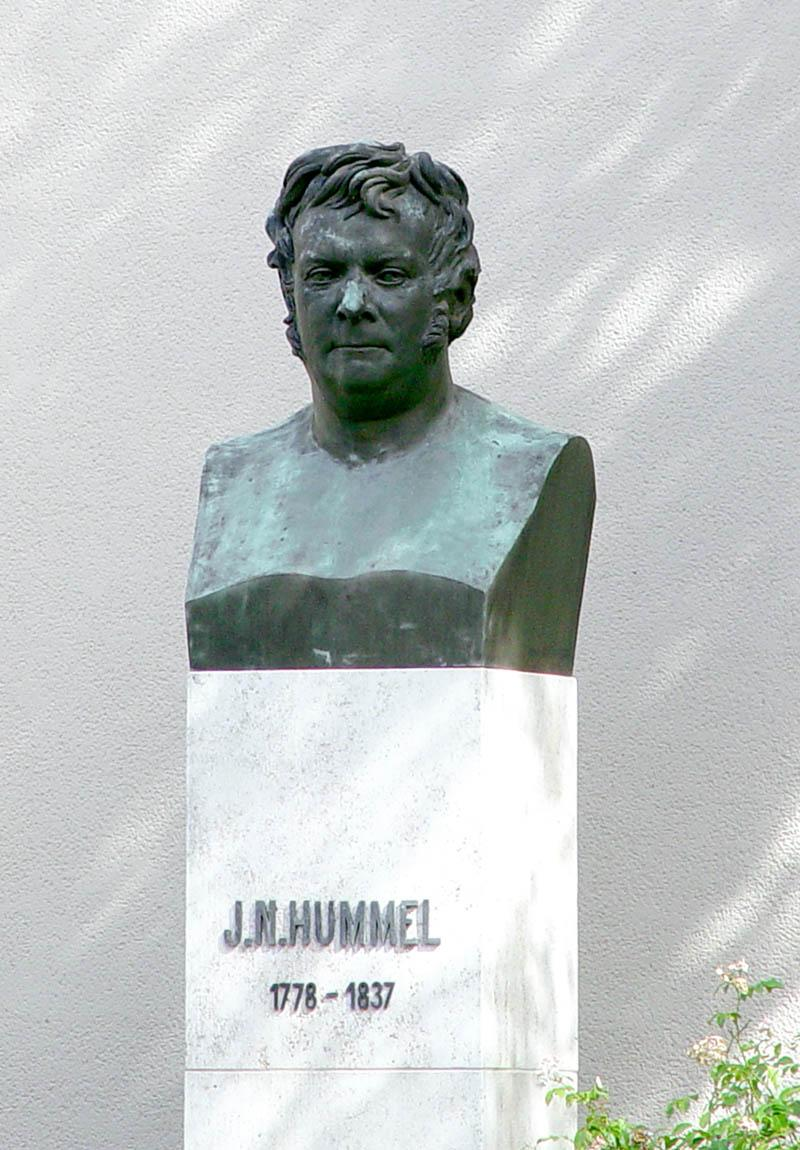
Busto di Hummel vicino al Deutsches Nationaltheater a Weimar

Nel 1804 Hummel venne nominato Konzertmeister (primo violino) e nel 1809 successe ad Haydn come Kapellmeister (maestro di cappella) al servizio del Principe Nicola II Esterházy, ad Eisenstadt. Mantenne questo posto per sette anni prima di essere licenziato per aver trascurato i suoi doveri, dopodiché intraprese una tournée in Russia e in Europa e sposò la cantante d'opera Elisabeth Röckel, da cui ebbe 2 figli.
Successivamente venne nominato Kapellmeister a Stoccarda dal 1816 al 1818 e a Weimar dal 1819 fino alla sua morte, dove divenne molto amico dei suoi colleghi Goethe e Schiller. Durante il suo soggiorno a Weimar, Hummel trasformò la città in una delle capitali musicali d'Europa, invitando i migliori musicisti dell'epoca a visitarla e a esibirvisi. Diede vita ad uno dei primi programmi pensionistici per musicisti, organizzando concerti di beneficenza per i colleghi che non disponevano di fondi sufficienti. Inoltre Hummel fu uno dei primi a battersi per i diritti d'autore contro la pirateria intellettuale.

## Influenze
Mentre era in Germania Hummel pubblicò A Complete Theoretical and Practical Course of Instruction on the Art of Playing the Piano Forte (Corso teorico e pratico completo sull'arte di suonare il Piano Forte) (1828), che vendette migliaia di copie durante i primi giorni e introdusse uno stile nuovo relativamente alle diteggiature e all'esecuzione degli abbellimenti. La tecnica pianistica del tardo Ottocento fu molto influenzata da Hummel, grazie anche alle lezioni che egli impartì a Carl Czerny, che a sua volta fu insegnante di Franz Liszt. Czerny studiò inizialmente con Beethoven, ma decise di abbandonarlo dopo aver sentito Hummel.
L'influenza di Hummel è riscontrabile anche nei primi lavori di Fryderyk Chopin e Robert Schumann, e lo spirito dei suoi concerti per piano (il terzo in si minore e il secondo in la minore) si nota particolarmente nei concerti di Chopin. Ciò non sorprende se si considera che Chopin deve aver sentito Hummel in una delle sue ultime tournée in Polonia e in Russia, e mantenne i concerti per piano di Hummel nel proprio repertorio. Harold C. Schonberg, nel suo libro I Grandi Pianisti, scrive che "l'inizio del concerto in la minore di Hummel e quello in mi minore di Chopin sono troppo simili per poter parlare di una pura coincidenza". Riguardo ai 24 Preludi Op. 28 di Chopin, Schonberg scrive: "È altrettanto difficile negare che Chopin conoscesse molto bene i Preludi Op. 67 di Hummel, composti nel 1815 e ora dimenticati - una raccolta di 24 preludi in tutte le tonalità maggiori e minori, partendo dal do maggiore".
Anche Robert Schumann studiò le opere di Hummel (in particolar modo la Sonata in Fa diesis minore Op. 81). Successivamente fece richiesta per divenirne suo allievo, ma il permesso gli fu negato a causa della sua instabilità mentale. Liszt avrebbe voluto studiare con Hummel, ma suo padre Adam si rifiutò di pagare l'eccessiva retta che Hummel era solito chiedere (così Liszt finì per studiare con Czerny). Czerny, Friedrich Silcher, Ferdinand Hiller, Sigismond Thalberg, Felix Mendelssohn e Adolf von Henselt furono tra i migliori allievi di Hummel.

## Musica
La musica di Hummel prese una strada diversa da quella di Beethoven. Guardando al futuro, Hummel varcò le soglie della modernità con opere come la Sonata in fa# minore Op. 81 e la Fantasia per pianoforte Op. 18, che si possono considerare degli esempi in cui l'autore rompe con le strutture armoniche del Classicismo e amplia la forma-sonata. In queste due opere Hummel si dimostra innovativo e ardito, specialmente se si tiene conto del fatto che l'Op. 81 fu composta cinque anni dopo la Sonata Hammerklavier. Tuttavia la visione musicale di Hummel non era iconoclasta, e la sua filosofia si riassumeva nel motto "godere del mondo dando gioia al mondo".
Le sue composizioni principali sono per il pianoforte, del quale era uno dei più grandi virtuosi della sua epoca. Per questo strumento scrisse otto concerti, dieci sonate (quattro delle quali sono senza numero d'opus e una ancora inedita), otto trii, un quartetto, due quintetti e due settimini. La sua produzione comprende inoltre un ottetto per fiati, una sonata per violoncello e una per viola, un concerto e una sonata per mandolino, nonché un concerto per tromba in mi bemolle maggiore scritto per tromba a chiavi, musica per pianoforte a quattro mani, 22 opere, singspiel, messe e molto altro.
La vistosa assenza di una sinfonia tra le opere di Hummel si spiega forse col fatto che egli non riuscì a seguire le innovazioni beethoveniane in quel genere musicale, anche se resta oscuro il motivo per cui non compose una sinfonia nello stile di altri grandi contemporanei (per esempio Haydn). C'è da dire tuttavia che l'organico della sinfonia classica non prevedeva il pianoforte, cosa che potrebbe aver ridotto l'interesse di Hummel che, da accanito pianista qual era, avrebbe preferito scrivere piuttosto dei concerti per pianoforte.
Tra le opere di Hummel figurano anche interessanti trascrizioni per pianoforte, flauto, violino e violoncello di concerti per pianoforte e sinfonie di Mozart, che sono state incise recentemente dalla pianista nippo-tedesca Fumiko Shiraga. Tra queste, in particolare, hanno ottenuto un buon successo di pubblico le trascrizioni del Concerto per pianoforte n. 20 e della Sinfonia n. 40.

## Gli ultimi anni e l'eredità di Hummel
Alla fine della sua vita, Hummel vide l'ascesa di una nuova scuola di giovani compositori e virtuosi e si rese conto che la sua stessa musica stava lentamente passando di moda. La sua tecnica disciplinata e impeccabile, alla Clementi, e il suo equilibrato classicismo si contrapponevano al virtuosismo scatenato della nuova corrente, rappresentata da esecutori come Liszt e Giacomo Meyerbeer. Nei suoi ultimi anni Hummel compose sempre meno, restando pur sempre molto rispettato e ammirato, e morì a Weimar nel 1837. Massone come Mozart, lasciò in eredità alla sua loggia una parte considerevole del famoso giardino che si trovava dietro alla sua casa di Weimar.
Nonostante Hummel fosse una celebrità al momento della sua morte, con una fama postuma apparentemente certa e duratura, la sua musica venne rapidamente dimenticata con l'avvento impetuoso del periodo romantico, forse perché le sue idee erano ormai ritenute superate. Successivamente, durante la riscoperta del Classicismo avvenuta all'inizio del XX secolo, Hummel non venne preso in considerazione, oscurato da Mozart (lo stesso avvenne con Haydn, che avrebbe dovuto aspettare la seconda metà del XX secolo per essere rivalutato). Grazie alle registrazioni in commercio e ai concerti dal vivo sempre più numerosi che si tengono oggi in tutto il mondo, sembra che gli ammiratori della sua musica stiano nuovamente aumentando. 

## Opere
- Messe
  - n.1 per Soli, Coro misto e Orchestra in Si bemolle maggiore Op.77;
  - n.2 per Soli, Coro misto, Organo e Orchestra in Mi bemolle maggiore Op.80;
  - n.3 per Soli, Coro e Orchestra in Re minore Op.111.
- 5 opere teatrali
- Balletti
  - Helene And Paris Op.26
  - Das Belebte Gemahlcle Op.33
  - Quintuor Des Negares Du Ballet Paul Et Virginie Op.41
  - Sappho von Mitilene Op. 68 (Theater an der Wien 1812)
- composizioni da Camera
  - Trii per Archi
    - n.1 in Mi bemolle maggiore WoO 3
    - n.2 in Sol maggiore WoO 4

  - Quartetti per Archi
    - in Do maggiore Op.30 n.1
    - in Sol maggiore Op.30 n.2
    - in Mi bemolle maggiore Op.30 n.3

  - Trii per Violino, Violoncello e Pianoforte
    - n.1 in Si bemolle maggiore Op.3a
    - n.2 in Si bemolle maggiore Op.12
    - n.3 in Fa maggiore Op.22
    - n.4 in Sol maggiore Op.35
    - n.5 in Sol maggiore Op.65
    - n.6 in Mi maggiore Op.83
    - n.7 in Mi bemolle maggiore Op.93
    - n.8 in Mi bemolle maggiore Op.96

  - Quintetto per Violino, Viola, Violoncello, Contrabbasso e Pianoforte (originariamente Fortepiano) in re minore Op.74
  - Quintetto per Violino, Viola, Violoncello, Contrabbasso e Pianoforte (originariamente Fortepiano) in Mi bemolle minore Op.87
  - Settimino n.1 per Flauto, Corno, Violino, Viola, Violoncello, Contrabbasso e Pianoforte in Re minore Op.74
  - Settimino n.2 per Flauto, Clarinetto, Tromba, Violino, Violoncello, Contrabbasso e Pianoforte in Do maggiore "Militare"
  - Potpourri per piano-forte e chitarra in sol maggiore Opera 53
  - Grande Serenata per piano-forte, violino, chitarra, clarinetto e fagotto in sol maggiore Opera 63
  - Grande Serenata per piano-forte, violino, chitarra, clarinetto e fagotto in do maggiore Opera 66
  - Grande Sonata per piano-forte con accompagnamento di violino o mandolino Opera 37a
- composizioni per pianoforte
- Concerti per strumento solista ed Orchestra
  - Concerto per Violino, Pianoforte e Orchestra in Sol maggiore Op.17
  - Concerto per Pianoforte e Orchestra n.1 in Do maggiore Op.36 (Op.34a)
  - Concerto per Pianoforte e Orchestra n.2 in La minore Op.85
  - Concerto per Pianoforte e Orchestra n.3 in Si minore Op.89
  - Concerto per Pianoforte e Orchestra n.4 in Mi maggiore Op.110
  - Concerto per Pianoforte e Orchestra n.5 in La bemolle maggiore Op.113
  - Concerto per Pianoforte e Orchestra in Fa maggiore Op.post.1
  - Concerto per Pianoforte e Orchestra in La maggiore WoO 24,S.4
  - Concerto per Tromba e Orchestra in Mi maggiore WoO 1 (spesso pubblicato ed eseguito per ragioni di opportunitàin Mi bemolle maggiore)
  - Concerto per Fagotto e Orchestra in Fa maggiore WoO 23
  - Concerto per Mandolino e Orchestra in Sol maggiore
- Altre composizioni per strumento solista ed Orchestra
  - Variazioni per Pianoforte e Orchestra in Fa maggiore su un Tema di Foglar Op.6
  - Rondò Brillante per Pianoforte e Orchestra in La maggiore Op.56
  - Variazioni per Pianoforte e Orchestra in Fa maggiore Op.97
  - Rondò brillante per Pianoforte e Orchestra in Si bemolle maggiore Op. 98
  - Variazioni per Pianoforte e Orchestra in Si bemolle maggiore su un tema tratto dal Das Fest der Handwerker Op.115
  - Oberons Zauberhorn per Pianoforte e Orchestra Op.116
  - Gesellschafts-Rondò per Pianoforte e Orchestra in Re maggiore Op. 117
  - Le Retour à Londres, Rondo Brillante per Pianoforte e Orchestra in Fa maggiore Op.127
  - Potpourri per Viola e Orchestra su "Il mio tesoro" Op.94
- 24 studi